# Phare de Split Rock
Le phare de Split Rock est un phare situé près de Silver Bay sur le rive nord du lac Supérieur, dans le Minnesota, aux États-Unis. Il est le bâtiment central du parc d'État de Split Rock Lighthouse depuis son arrêt en 1969.
Ce phare est inscrit au Registre national des lieux historiques depuis le 23 juin 1969 sous le n° 69000073 et déclaré National Historic Landmark en Pennsylvanie depuis le 23 juin 2011.

## Historique
Le phare de Split Rock a été construit en réponse à la grande perte de navires lors de la célèbre Mataafa Storm (en) de 1905, au cours de laquelle 29 navires ont été perdus sur le lac Supérieur. Il est construit sur une falaise abrupte de  41 m érodée par l'action des vagues sur un seuil de diabase contenant des inclusions d'anorthosite. Le bâtiment octogonal est une structure de brique à ossature d'acier avec des garnitures en béton sur une fondation en béton insérée dans la roche de la falaise. Il est surmonté d'une grande lanterne en acier qui présente une lentille de Fresnel de type à deux soupapes de troisième ordre fabriquée par Barbier, Bénard et Turenne à Paris. La tour a été construite pour un objectif de deuxième ordre, mais lorsque la construction a dépassé le budget, il ne restait que suffisamment de financement pour l'objectif de troisième ordre plus petit. La lentille flotte sur une surface portante de mercure liquide qui permet un fonctionnement presque sans frottement. La lentille est tournée par un mécanisme d'horlogerie élaboré qui est alimenté par des poids descendant au centre de la tour qui sont ensuite réinitialisés en les faisant tourner vers le haut. Une fois terminé, le phare a été allumé avec une lampe à vapeur d'huile incandescente qui a brûlé du kérosène.
Au moment de sa construction, il n'y avait pas de routes dans la région et tous les matériaux et fournitures de construction arrivaient par eau et étaient transportés au sommet de la falaise par une grue. La lumière a été allumée pour la première fois le 31 juillet 1910. Grâce à son emplacement spectaculaire, le phare est rapidement devenu une attraction touristique pour les marins et les bateaux d'excursion. À tel point qu'en 1924, une route (aujourd'hui Minnesota State Highway 61 (en)) a été construite pour permettre l'accès par la terre.
En 1940, la station a été électrifiée et la lampe a été remplacée par une ampoule électrique de 1.000 watts, et la lampe à vapeur d'huile incandescente a été déplacée au phare de Big Sable Point dans le nord du Michigan. Split Rock était équipé d'un signal de brouillard logé dans un bâtiment à côté de la tour d'éclairage. Le signal d'origine était une paire de sirènes entraînées par deux compresseurs d'air à essence. En 1932, les moteurs à essence ont été remplacés par des moteurs diesel. Les sirènes à vapeur ont été remplacées par un signal de type diaphone en 1936. La station et le signal de brouillard ont été électrifiés quatre ans plus tard, mais arrêtés en 1961.
La lumière a été interrompue en 1969 par la Garde côtière américaine. Le phare fait maintenant partie du parc d'État de Split Rock Lighthouse et est exploité par la Minnesota Historical Society. Le site comprend la tour et l'objectif d'origine, le bâtiment des signaux de brume, la maison à carburant et les maisons des trois gardiens. Il est restauré pour apparaître comme il l'était à la fin des années 1920. Bien que la lumière permanente ait été arrêtée, chaque 10 novembre le phare émet une lumière en mémoire du SS Edmund Fitzgerald qui a coulé à cette date en 1975.

## Caractéristiques dufeu maritime
Fréquence : 10 secondes (W)
- Lumière : 0.5 seconde
- Obscurité : 9.5 secondes

Identifiant : ARLHS : USA-783 .

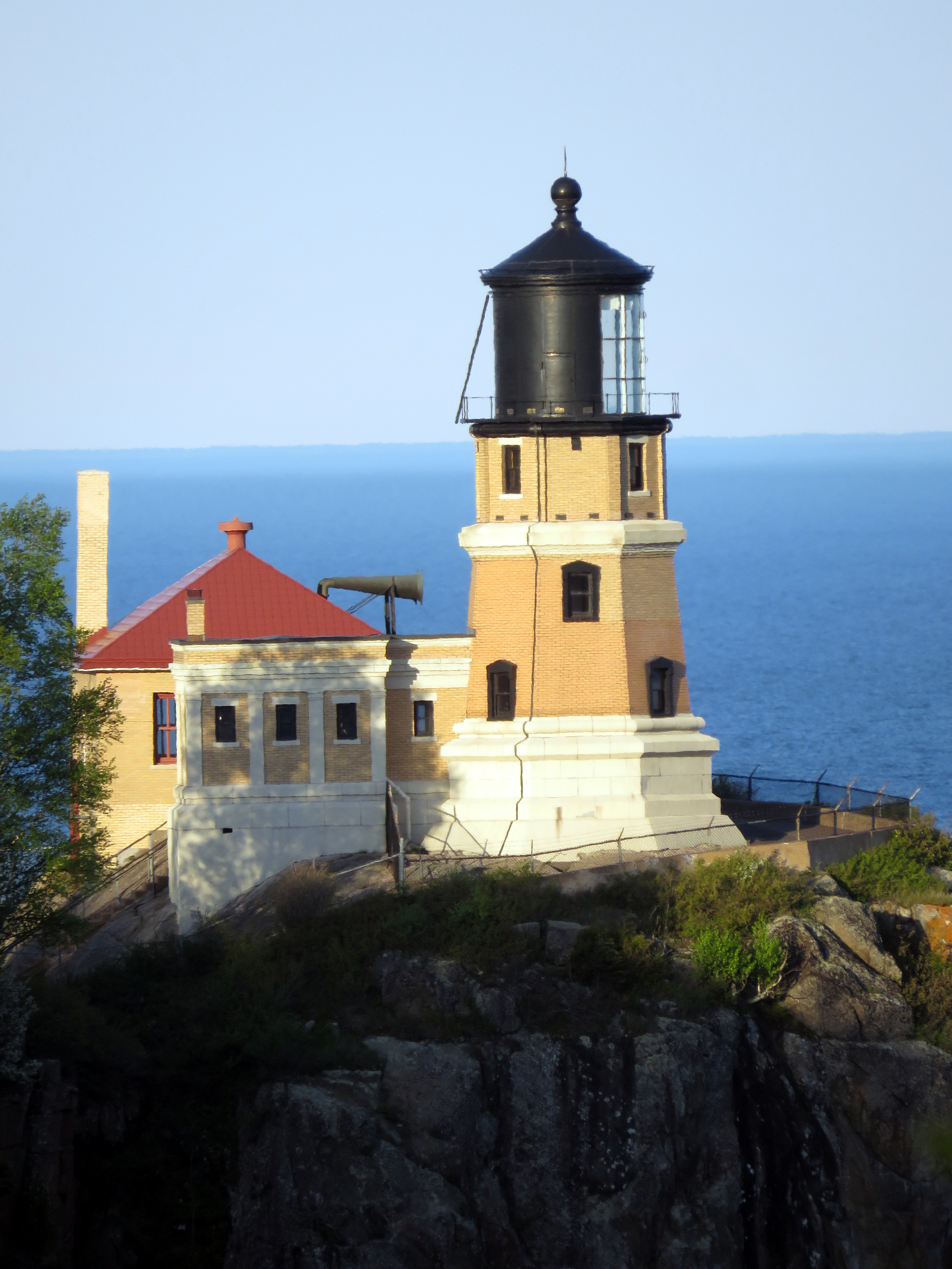
Le phare
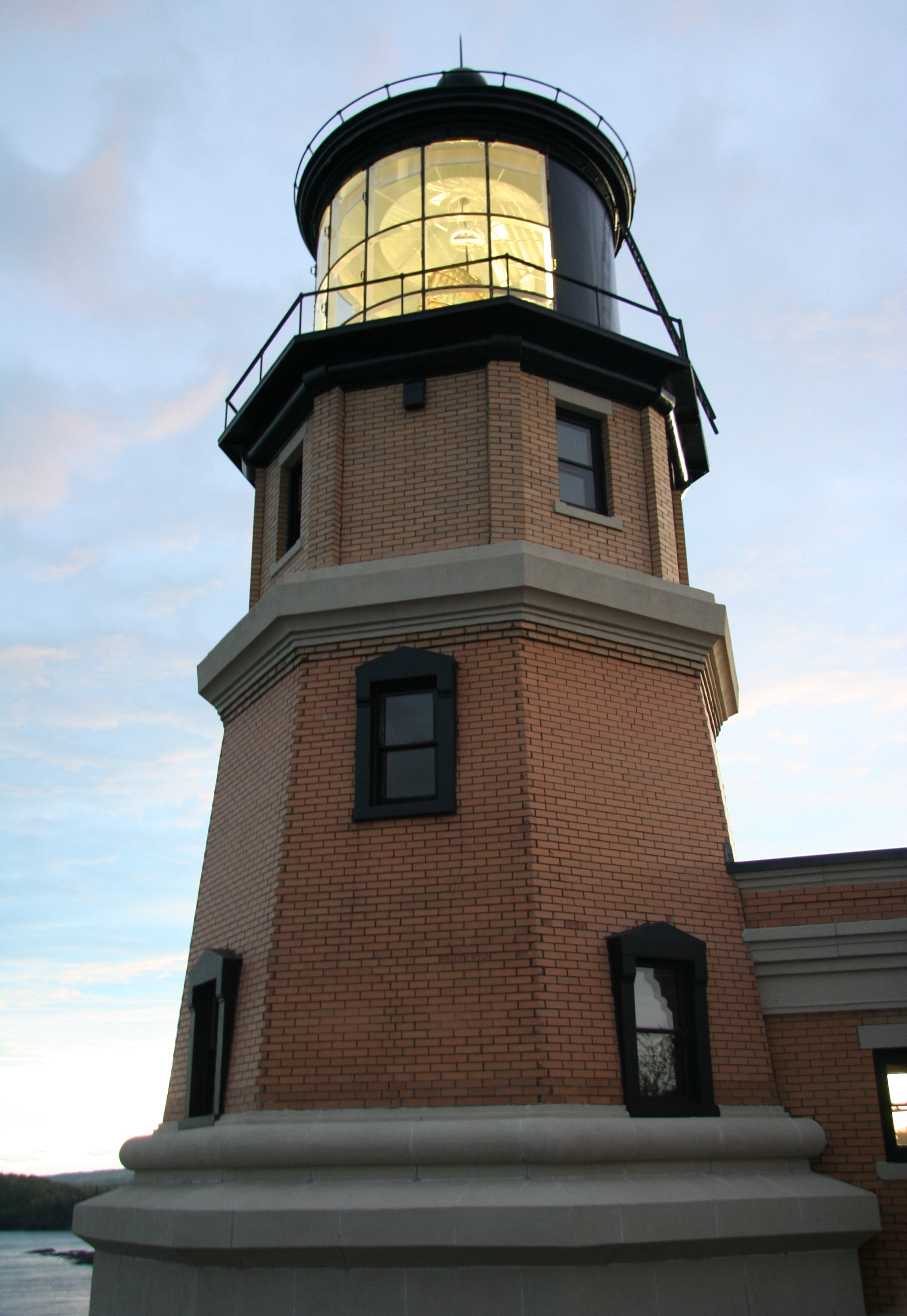
La tour